# Piaya
Piaya é um género de aves cuculiformes da família Cuculidae (por vezes classificada como Coccyzidae), onde se classificam três espécies de chincoãs. O grupo é nativo das zonas tropicais da América Central e América do Sul.
As espécies de Piaya alimentam-se de insectos, em especial cigarras, vespas e vários tipos de lagarta. A dieta pode ser complementada com pequenos vertebrados.

## Espécies
- Alma-de-gato, Piaya cayana
- Chincoã-de-bico-vermelho, Piaya melanogaster
- Chincoã-pequeno, Piaya minuta